# Syskon vi äro här i främmande land
Syskon vi äro här i främmande land är en psalmtext av O. Running. 

## Publicerad i
- Herde-Rösten 1892, som nr 17 under rubriken På hemfärden.
- Sions Sånger 1951 som nr 185
- Sions Sånger 1981 som nr 61 under rubriken Församlingen.